# Просворо
Просворо (грч. Πρόσβορρο) је насељено место у општини Гребен у периферији Западна Македонија, Грчка. Према попису из 2021. године било је 50 становника.
Према бугарском географу и историчару, Василу Канчову, у Просвору је 1900. године живело 72 Грка. Село се раније звало Делвино.